# Bíboros kosbor
A bíboros kosbor (Orchis purpurea) a kosborfélék családjába tartozó, Magyarországon védett növényfaj.

## Megjelenése
A bíboros kosbor 30-60 (ritkán 90) cm magas, lágyszárú, évelő növény. Ikergumói a talajban találhatók. Tőlevélrózsáját 3-6 széles-lándzsás alakú, 6-20 cm hosszú és 2-7 cm széles, fényes világoszöld tőlevél alkotja. Az általában bíborosan futtatott száron további 1-2, jóval kisebb, szárölelő levél található.     
Májusban virít. A virágzat ovális vagy hengeres dús, tömött fürt, amelyet 25-200 virág alkot. A sisakszerűen összeboruló lepellevelek (szirmok) barnás-bíborvörösen erezettek-pontozottak. A külső lepellevelek hossza 10-14 mm, szélessége 4,5-6,5 mm, a belsők 7-10 mm hosszúak és 1-2,3 mm szélesek. A 11-18 mm-es mézajak (labellum) mélyen háromkaréjos, a középső karéj további két lebenyre oszlik; összességében széles nadrágú emberkére emlékeztet. Színe fehéres-rózsaszínes, rajta apró, sötétbíboros szőrpamacsos díszítésekkel. Lefelé irányuló, végén kiszélesedő sarkantyúja 4,5-7 mm hosszú.                    
Termése 15-21 mm hosszú, 4-5,5 mm széles toktermés, amelyben átlagosan 7400 (4000-10300) apró mag fejlődik.     

## Elterjedése
Európában honos. Elterjedési területe Kelet-Spanyolországtól a Krímig, Dániától a Földközi-tenger szigeteiig (Kréta, Szicília, Szardínia) húzódik; az Alpokban nagy területen hiányzik. Maximum 2000 méteres magasságig fordul elő. Magyarországon a Nagy-Alföld kivételével mindenütt előfordul, inkább dombvidékek (44%) és alacsony hegyvidékek (39%) növénye.           

## Életmódja
A nyílt, illetve részben fás élőhelyeket kedveli, zárt erdőben egyedsűrűsége és virágzási esélye kisebb. Karsztbokorerdőkben, gyertyános-, cseres, száraz és meleg tölgyesekben, gesztenyésekben, ligeterdőkben, pusztafüves lejtőkön, felhagyott szőlőkben, gyümölcsösökben fordul elő. Élőhelyein a talaj kémhatását pH 6,2-8,0 közöttinek mérték.    
Magvai 280-310 nap nyugalmi idő után csíráznak és 6-7 évig gombaszimbiontája segítségével csak gumóját fejleszti; ezután jelenik meg első zöld hajtása a felszínen. Virágozni csak 13-15 éves korában kezd. A virágzó évek ezután folyamatosan vagy 1-2 éves megszakítással követik egymást, de kedvezőtlen körülmények között 20 évig is nyugalmi állapotban maradhat. Általában az állomány 4-15%-a virágzik. A tövek maximális élettartamát kb. 50 évre teszik. Gombapartnerei között az Epulorhiza nemzetség tagjai gyakoriak.
Hajtásai a tél végén (a klímaviszonyoktól függően december-márciusban) jelennek meg a felszínen. Gyökereinek maximális növekedése januártól áprilisig, a leánygumóé februártól júniusig tart. Április végétől június elejéig virágzik, középnapja május 14. Különböző méhfajok (Adrena és Halictus-fajok, házi méh) porozzák be. A megtermékenyülési arány alacsony, Angliában 8%, Magyarországon 27%, a Krímen akár 30% lehet. A virágzást követően levele megsárgulnak és elhalnak. Termései július-szeptember között érnek be. Vegetatívan is szaporodhat, ha két leánygumó képződik rajta. Hibridizálódhat a vitézkosborral, a majomkosborral és a bábukosborral is.        

## Természetvédelmi helyzete
A bíboros kosbor nagy területen elterjedt, bár viszonylag ritka faj, a Természetvédelmi Világszövetség Vörös listáján "nem fenyegetett" státusszal szerepel. Elsősorban élőhelyeinek mezőgazdasági művelésbe vétele, töveinek kiásása fenyegeti. A nyulak és a csigák károsítják. Magyarországon eddig összesen 493 állományát mérték fel, amelyből 449 1990 után is megmaradt, visszaszorulásának mértéke 9%-os. Teljes hazai egyedszáma több százezresre becsült. 1982 óta védett, természetvédelmi értéke 10 000 Ft.

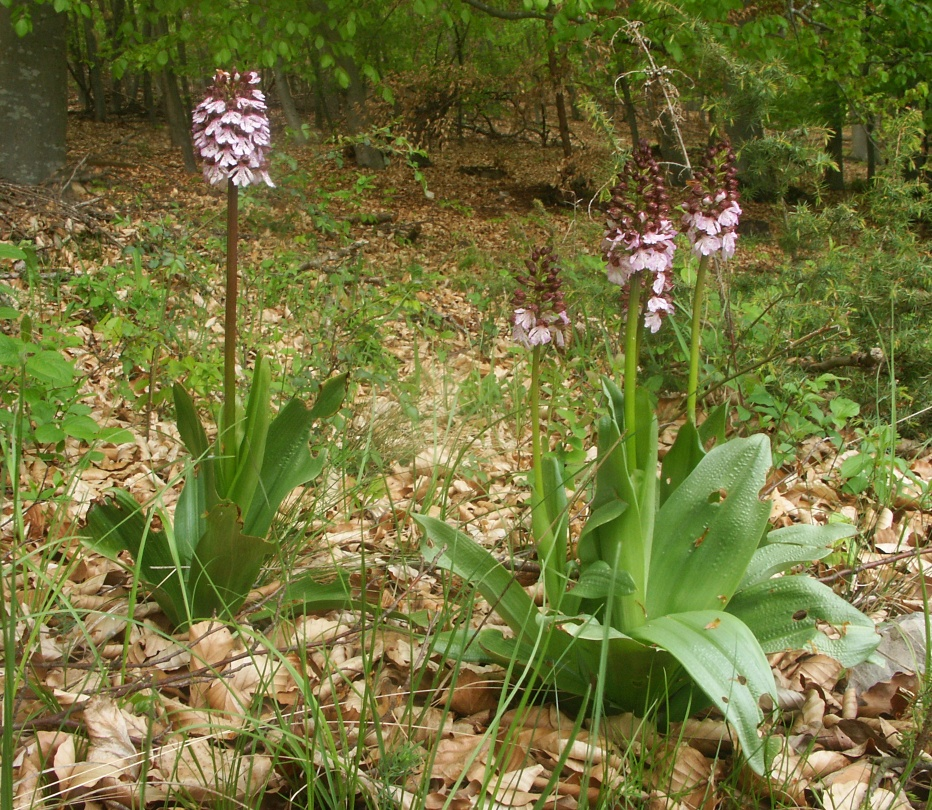
Habitusa
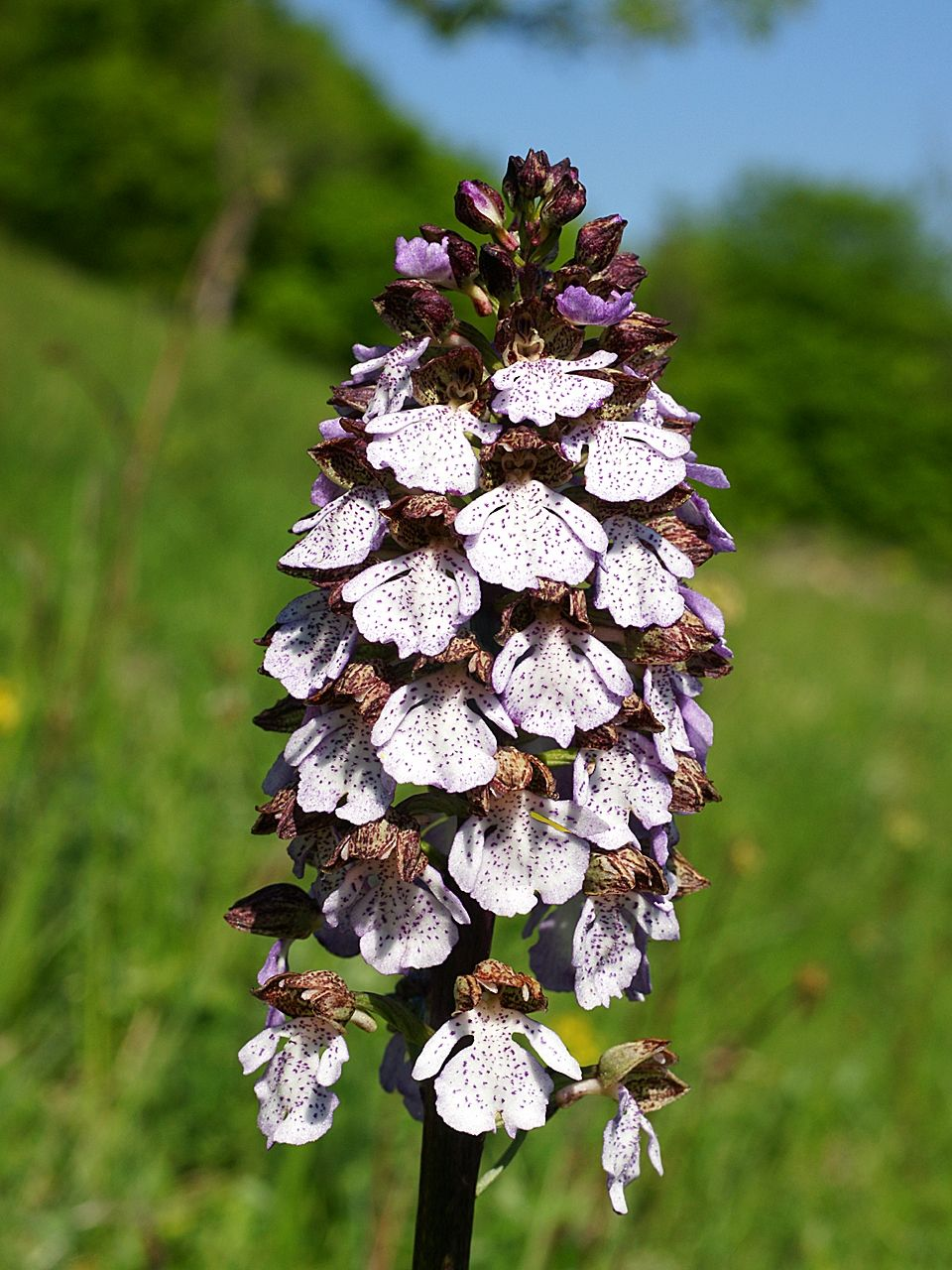
Virágzata
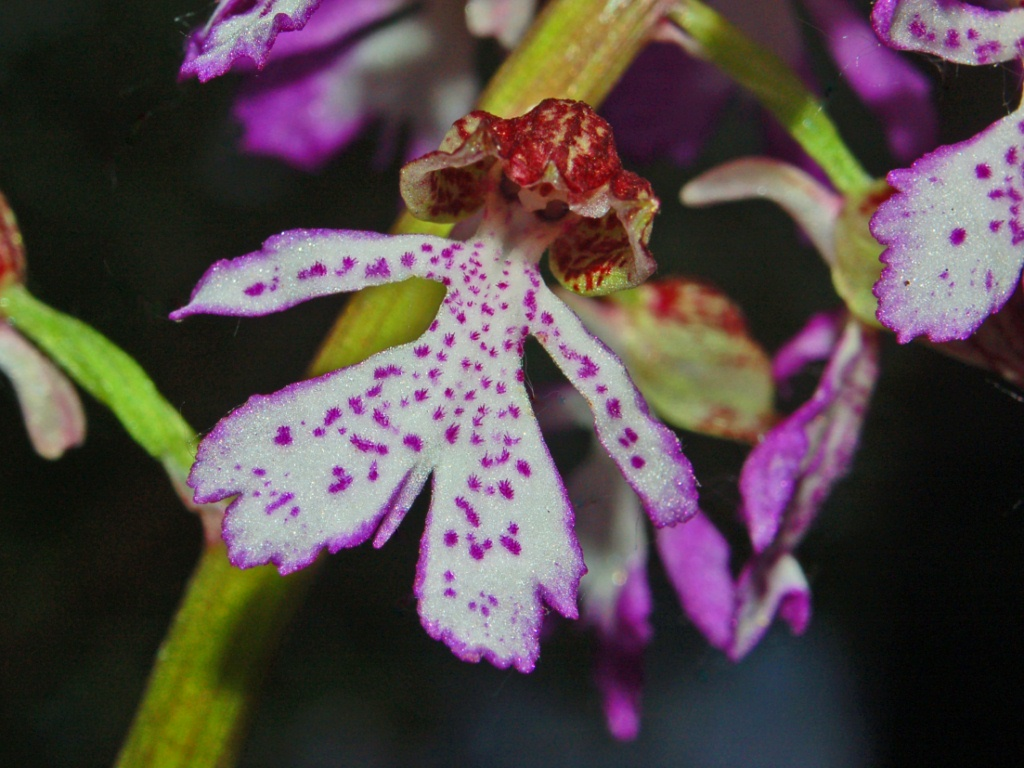
Virága
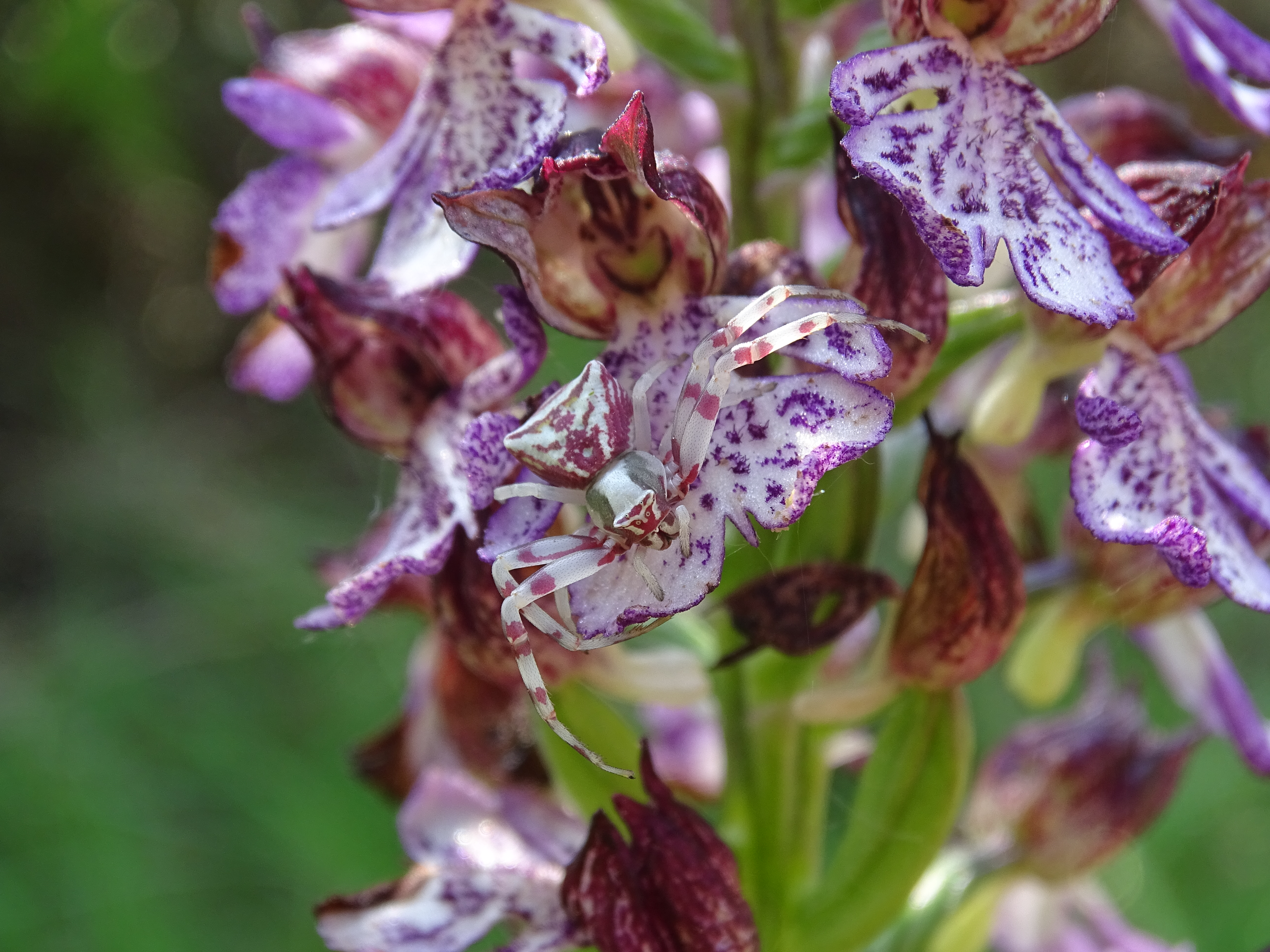
Fehér karolópók bíboros kosbor virágán
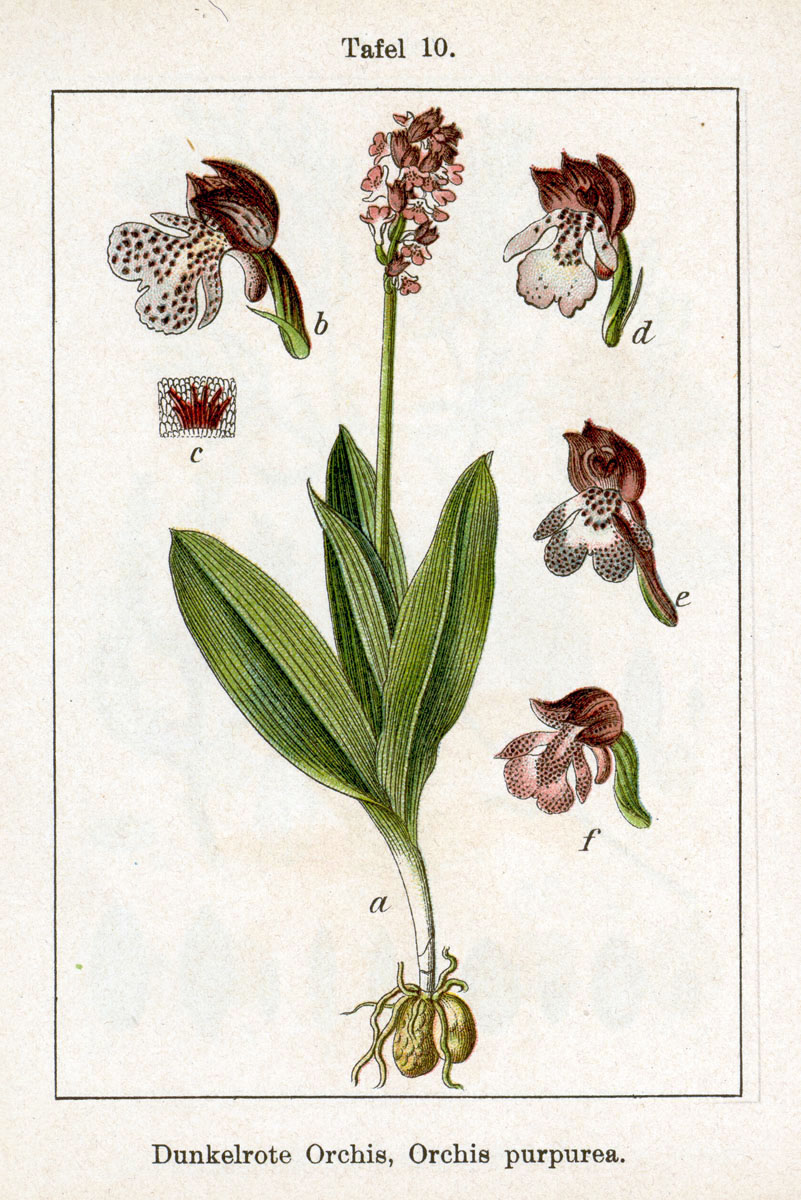
Ábrázolása egy német botanikakönyvben (1796)